# Fading suns
Fading Suns (Soles Exhaustos en l'edició en castellà de 1997) és un joc de rol de ciència-ficció creat per Bill Bridges i Andrew Greenberg i publicat per primera vegada per Holistic Design als Estats Units en 1996. L'ambientació del joc també ha sigut utilitzada en un joc per a ordinador personal anomenat Emperor of the Fading Suns, un joc de rol en viu (Passion Play), i un joc de miniatures de combat espacial (Noble Armada).

## Ambientació
El joc s'ambienta en un imperi del futur, d'estil medieval, construït sobre les ruïnes d'una república galàctica humana més sofisticada, que va ser possible gràcies a l'existència d'antics «portals de salt». Aquestes relíquies d'una civilització no humana d'una antiguitat increïble permeten viatges instantanis entre els sistemes estel·lars amb portals, els quals conformen una «xarxa de salt» anomenada els Mons Coneguts.
L'atmosfera és similar a Dune de Frank Herbert i a Hyperion de Dan Simmons. El poder és administrat per les cases nobles, pels gremis de la Lliga Mercantil i per la Església Universal del Sol Celestial. La tecnologia és considerada inherentment maligna i pocs tenen el privilegi de posseir-la i usar-la. Els poders psíquics existeixen, però els qui els posseeixen són perseguits per l'església (i castigats o obligats a ingressar a ella, on els psíquics són considerats miracles de fe). L'església és capaç d'obrar miracles mitjançant ritus teúrgics.
Malgrat que la major part de les possibilitats de joc sorgeix dels estrictes codis que regulen la vida dels ciutadans imperials, l'època abunda en possibilitats d'aventura. Seguint a la caiguda de l'antic règim i a segles de foscor i conflictes, molts mons han retrocedit tecnològicament, la major part de la ciència ha estat oblidada i múltiples amenaces aguaiten entre els estels. Hi ha molts misteris per resoldre, com la causa del fenomen de l'apagament dels sols (que dona el seu nom al joc) i la cerca de portals a mons perduts, que són temes recurrents.
Els jugadors adopten els papers de membres de l'aristocràcia, dels varis gremis o d'alguna ordre religiosa. També poden interpretar personatges alienígenes o humans que no pertanyin als grups de poder.
Les possibilitats de joc que lliuren l'ambientació i els suplements són tan vastes que es pot implementar una aventura de pràcticament qualsevol gènere narratiu en ella.

## Suplements
Els suplements publicats lliuren descripcions de planetes, societats alienígenes, ordres religioses, monstres, conspiracions i tecnologia, expandint les possibilitats temàtiques que ofereix l'ambientació i el seu nivell de detall. Aquests productes s'han tornat difícils de trobar.
Després de diversos anys sense noves addicions, la companyia neozelandesa RedBrick Limited va obtenir en 2007 la llicència per continuar el desenvolupament de productes per Fading Suns.

## Sistema de joc
Fading Suns empra un sistema de joc simple de atributs i habilitats, sense nivells ni classes i amb diversos daus, anomenat Victory Point System (VPS). La segona edició del reglament va resoldre molts dels problemes de l'edició anterior i va augmentar la quantitat d'informació disponible. Els personatges són molt personalitzables i no depenen de l'atzar per obtenir els seus atributs, sinó de l'assignació de punts.
L'any 2001 es va publicar una adaptació del joc al sistema d20. Durant alguns anys, els suplements van incloure regles per a tots dos sistemes. No obstant això, RedBrick ha anunciat que només emprarà la versió VPS de moment.
Actualment hom treballa en la tercera edició del joc en sistema VPS.

## Autors
Fading Suns fou escrit per Andrew Greenberg i Bill Bridges, qui van participar en la creació dels jocs de rol Vampire: The Masquerade i Werewolf: The Apocalypse per White Wolf, respectivament.